# Florencio Ramírez
Florencio Ramírez est l'une des deux divisions territoriales et statistiques et l'unique paroisse civile de la municipalité de Caracciolo Parra Olmedo dans l'État de Mérida au Venezuela. Sa capitale est El Pinar.